# Tom Busby
Tom Busby (* 7. November 1936 in Toronto; † 20. September 2003 in Glasgow) war ein kanadischer Schauspieler.
Tom Busby wurde 1936 in Toronto als Sohn britischer Immigranten geboren, die in den 1920er Jahren aufgrund der schlechten wirtschaftlichen Lage in Rhondda nach Kanada gekommen waren. Als Busby sechs Jahre alt war, starb sein Vater an einer Thrombose. Dies wirkte sich gravierend auf den Lebensstandard der Familie aus. Mit 12 Jahren verließ er die Schule.
Seinen ersten Kontakt mit dem Showgeschäft hatte er in der von CBC Television produzierten kanadischen Version der Howdy Doody Show. Busby fand Gefallen daran und so begann er im Alter von 14 Jahren, als er sich dem Summer Stock anschloss, seine schauspielerische Karriere. Das Summer Stock war ein berühmtes reisendes Repertoiretheater, das in Kanada und den Vereinigten Staaten auftrat. Im Laufe der Zeit absolvierte er neben dem Theater auch erste Auftritte im Fernsehen. 1956 zog er in das Vereinigte Königreich und ließ sich zusammen mit seiner ersten Frau Pauline in London nieder.
1962 hatte Busby in Wir alle sind verdammt seine erste Filmrolle. 1963 spielte er in Die Sieger in einer kleinen Rolle als Soldat mit. Seine bekannteste Rolle hatte er 1967 in Das dreckige Dutzend, in dem er ein Mitglied des titelgebenden Dutzends spielte. Häufiger als im Kino spielte er in Gastrollen in verschiedenen Fernsehrollen. Der große Durchbruch im Filmgeschäft blieb Busby jedoch insgesamt versagt. In den frühen 1970er Jahren zog er nach Glasgow, wo er bis zu seinem Tod lebte. Seine letzte Filmrolle spielte er 1986 in Heavenly Pursuits des schottischen Regisseurs Charles Gormley.
Die britische Autorin Siân Busby war die Tochter von Busby und seiner späteren Frau Wendy.

## Filmografie (Auswahl)
- 1955: On Camera (Fernsehserie, 2 Folgen)
- 1957–1960: ITV Television Playhouse (Fernsehserie, 4 Folgen)
- 1958: O.S.S. (Fernsehserie, Folge 1x26)
- 1960: Vertraue keinem Fremden (Never Take Sweets from a Stranger)
- 1960: Während einer Nacht (During One Night)
- 1962: Wir alle sind verdammt (The War Lover)
- 1962: Simon Templar (The Saint, Fernsehserie, Folge 1x08)
- 1962: Geisterschwadron (Ghost Squad, Fernsehserie, Folge 2x25)
- 1962–1963: Richard Löwenherz (Richard The Lionheart, Fernsehserie, 2 Folgen)
- 1963: Die Sieger (The Victors)
- 1966: Court Martial (Fernsehserie, Folge 1x01)
- 1967: Das dreckige Dutzend (The Dirty Dozen)
- 1986: Heavenly Pursuits (Gospel According to Vic)